# Ernst Kyburz
Ernst Kyburz (Suiza, 14 de agosto de 1898-Ronco sopra Ascona, 16 de octubre de 1983) fue un deportista suizo especialista en lucha libre olímpica donde llegó a ser campeón olímpico en Ámsterdam 1928.

## Carrera deportiva
En los Juegos Olímpicos de 1928 celebrados en Ámsterdam ganó la medalla de oro en lucha libre olímpica estilo peso medio, superando al canadiense Donald Stockton (plata) y al británico Samuel Rabin (bronce).